# Saint-Julien (Rhône)
Saint-Julien ist eine französische Gemeinde mit 936 Einwohnern (Stand: 1. Januar 2022) im Département Rhône in der Region Auvergne-Rhône-Alpes. Die Gemeinde gehört zum Arrondissement Villefranche-sur-Saône und zum Kanton Gleizé. Die Einwohner werden Julienois genannt.

## Geographie
Saint-Julien liegt etwa sechs Kilometer nordwestlich von Villefranche-sur-Saône im Weinbaugebiet Bourgogne. Umgeben wird Saint-Julien von den Nachbargemeinden Blacé im Norden und Nordwesten, Saint-Georges-de-Reneins im Nordosten, Arnas im Osten, Denicé im Süden sowie Montmelas-Saint-Sorlin im Westen und Südwesten.

## Bevölkerungsentwicklung
| Jahr                       | 1962 | 1968 | 1975 | 1982 | 1990 | 1999 | 2006 | 2013 |
| Einwohner                  | 546  | 574  | 536  | 580  | 641  | 768  | 812  | 823  |
| Quellen: Cassini und INSEE |      |      |      |      |      |      |      |      |

## Sehenswürdigkeiten
- Kirche von 1852
- Schloss La Rigordière
- Schloss Le Jonchy
- Schloss Espagne
- Schloss Colombier
- Schloss Bussy
- Statue Claude Bernard vor dem Rathaus

## Persönlichkeiten
- Claude Bernard (1813–1878), Mediziner
- Antony Alda (1956–2009), US-amerikanischer Schauspieler